# Thylamys sponsorius
Thylamys sponsorius är en pungdjursart som först beskrevs av Thomas 1921. Thylamys sponsorius ingår i släktet Thylamys och familjen pungråttor. IUCN kategoriserar arten globalt som livskraftig. Inga underarter finns listade.
Pungdjuret förekommer i norra Argentina och angränsande delar av Bolivia. Arten vistas där i mera torra områden som är täckta av gräs och buskar. Thylamys sponsorius lever i Andernas östra delar mellan 515 och 3750 meter över havet.
Arten blir 86 till 119 mm lång (huvud och bål) och har en 125 till 154 mm lång svans. Pälsen är nästan svart på ryggen, något ljusare vid sidorna och grå på undersidan. Liksom andra medlemmar av samma släkte har arten en svans som kan lagra fett. Den kan vara smal eller tjock beroende på årstid. Thylamys sponsorius tillhör pungdjuren men honor saknar pung (marsupium).
Födan utgörs av insekter och små ryggradsdjur. När honan inte är brunstig antas individerna leva ensam. Denna pungråtta är främst nattaktiv. För övrigt antas levnadssättet vara lika som hos andra arter av släktet Thylamys.